# Ikerparadoxon
Az ikerparadoxon vagy óraparadoxon egy, a speciális relativitáselméletben fellépő különös jelenség: ha két megfigyelő összehangolt órákkal ugyanabból a pontból indulva különböző mozgást végez, akkor következő találkozásukkor az óráik nem feltétlenül fogják ugyanazt mutatni. (Ez az idődilatáció jelenségén alapul: a mozgó óra lassabban jár, mint az álló. Az eltérés hétköznapi sebességeknél alig kimutatható, de a fénysebességhez közeledve jelentőssé válik.) Az eltérés az elmélet által pontosan meghatározott, matematikailag ellentmondásmentes és kísérletileg ellenőrzött; ennek ellenére hagyományosan paradoxonnak nevezik, mert a jelenség egy kézenfekvő, de hibás elemzése önellentmondásra vezet.
Az ikerparadoxon szokásos megfogalmazásában egy ikerpár egyik tagja űrutazásra indul egy távoli csillaghoz egy közel fénysebességgel haladó űrhajóban, ugyanazon az egyenes útvonalon, ugyanazzal a sebességgel haladva oda-vissza, míg a másik a Földön marad. Ha eltekintünk a Föld forgásától és keringésétől, és az indulást és a fékezést illetve megfordulást pillanatszerűnek vesszük, akkor a földön maradt iker nyugalomban van, testvére pedig egyenesvonalú egyenletes mozgást végez a Földtől a távoli csillagig, majd vissza. Az űrhajós iker visszatérésekor azt tapasztalja, hogy míg számára csak rövid idő telt el, testvére megöregedett, esetleg meg is halt.

## A paradoxon története
Az órák közötti eltérés jelenségére Albert Einstein már az 1905-ös, a speciális relativitáselméletet megalapozó cikkében, az On the electrodynamics of moving bodies-ban felhívta a figyelmet, de nem paradoxonként, hanem az elmélet egyszerű következményeként kezelte. A szimmetria kérdését Paul Langevin vetette fel 1911-ben, aki azt akarta vele bizonyítani, hogy a speciális relativitáselmélet feltételezi az éter létezését. Langevin a szimmetria sérülését a gyorsulással magyarázta, és a gyorsulást tette meg olyan abszolút tulajdonságnak, amely meghatároz egy abszolút vonatkoztatási rendszert. Max von Laue azonban rámutatott arra, hogy az állandó sebességű szakasz hossza (és így az órák közötti különbség nagysága) tetszőlegesen növelhető anélkül, hogy a szükséges gyorsulás mértéke megváltozna, tehát a földi iker öregedését problémás a gyorsulásnak tulajdonítani.
A következő években a speciális relativitáselmélet, bár a fizikusok körében általánosan elfogadottá vált, heves támadásokat váltott ki az elmélet néhány ellenzőjéből. Közéjük tartozott Ernst Gehrcke, aki tagja volt a „zsidó fizika” elleni antiszemita mozgalomnak, és az ikerparadoxont is felhasználta az elmélet ellen, azzal érvelve, hogy a paradoxon szerint mindkét órának lassabban kéne járnia a másiknál.

## Példa
Tegyük fel, hogy az út hossza tíz fényév, az űrhajó pedig a fénysebesség 80%-ával halad: {\displaystyle v=0,8c} és {\displaystyle L=10ly}. A gyorsítást, lassítást és megfordulást pillanatszerűnek tekintjük. A Földön maradt megfigyelő szerint ekkor mind az odaút, mind a visszaút időtartama {\displaystyle t=L/v=12,5yr}, azaz az űrhajós összesen 25 évig utazik. Az űrhajós sajátidejét a Lorentz-transzformációval kaphatjuk meg: mind az oda-, mind a visszaútra {\displaystyle t'=\epsilon t}, ahol {\displaystyle \epsilon } a Lorentz-faktor inverze:
{\displaystyle \epsilon ={\sqrt {1-{\frac {v^{2}}{c^{2}}}}}=0,6},
azaz {\displaystyle t'=7,5yr}, az űrhajós számára a teljes utazás alatt 15 év telik el. Visszaérkezve azt tapasztalja, hogy az ikertestvére 10 évvel idősebb nála. (Az űrhajós mindezt úgy tapasztalja, hogy a sebesség hatására csökken az út hossza: csak {\displaystyle L'=\epsilon L=6ly} utat kell megtennie, ami mind oda, mind vissza {\displaystyle L'/v=7,5} évig tart.)

### A látszólagos ellentmondás
A speciális relativitáselmélet szerint ugyanakkor minden mozgás relatív, és minden inerciarendszer egyenértékű. A földi megfigyelő koordináta-rendszerében nézve az űrhajós nagy sebességgel haladt, ezért lassabban öregedett. A hajóhoz rögzített koordináta-rendszerben nézve ugyanakkor a helyzet éppen fordított: a földi megfigyelő az, aki nagy sebességgel mozgott, és neki kellene fiatalabbnak lennie.

### Magyarázat

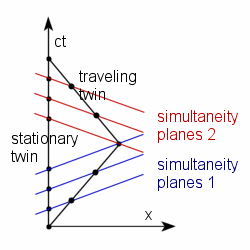
Az ikerparadoxon Minkowski-diagramja egydimenziós térben.

A paradoxon feloldása az, hogy ha a Föld vonatkoztatási rendszere inerciarendszer, akkor a hajóhoz rögzített koordináta-rendszer nem lehet végig az: a hajóban a visszatéréshez (először negatív, majd pozitív) gyorsulásnak kell fellépnie, és ez alatt a gyorsuló szakasz alatt az űrhajós vonatkoztatási rendszere nem inerciarendszer, nem egyenértékű tehát a másikkal. Ez a magyarázat, bár helyes, nem mutat rá, hol a hiba a paradoxonban akkor, ha azt úgy módosítjuk, hogy a megfordulás egyetlen pillanat alatt történik: az odaút és a visszaút külön-külön leírható a Lorentz-transzformációval. Az űrhajós számítása szerint az odaút 7,5 éve alatt a testvére {\displaystyle \epsilon 7,5=4,5} évet, a visszaút 7,5 éve alatt szintén 4,5 évet öregedett, ami összesen 9 év. Nehezen hihető, hogy a hiányzó 16 év öregedés a megfordulás (tetszőlegesen rövid) ideje alatt következett volna be.
Valójában a hiba az egyidejűség fogalmának a hibás használatában van. A speciális relativitáselmélet szerint a „jelen”, az egyidejűség maga is relatív, a viszonyítási rendszertől függő fogalom. A téridő tér- és idődimenziója nem választható egyértelműen külön: a viszonyítási rendszertől függ, hogy a négydimenziós téridő melyik síkmetszete felel meg a „jelennek”.
Az ikerparadoxon esetében ez azt jelenti, hogy amikor az űrhajó megfordul, a rajta levő iker számára megváltozik az egyidejűség fogalma. (Az ábrán látható, egy tér- és egy idődimenziós egyszerűsített modellben a kék vonalak jelzik az egyidejűséget a távoli csillag felé haladó, a vörös vonalak a visszafelé tartó űrhajós számára.) Közvetlenül a lassítás megkezdése előtt az űrhajós az ábra A pontját, a megfordulás és a gyorsítás befejezése után viszont a B pontját látja egyidejűnek. A számítása tehát arra vonatkozik, hogy a testvére 4,5 évet öregedett az indulás és az A esemény között, és további 4,5 évet a B esemény és a megérkezés között – a kettő összege pedig nem adja ki a teljes öregedést.
Megjegyezzük, hogy a valós jelenségek természetesen nem függenek az egyidejűség fogalmának helyes vagy hibás használatától. Az ikrek életkorát életciklusaik számával adhatjuk meg. Az életciklusok száma pedig  a sajátidővel arányos. A helyes értelmezés a Minkowski-féle téridőmodellben egyszerűen szemléltethető.  A sajátidő a 4 dimenziós téridőbeli világvonal ívhossza. Két esemény között pedig az egyenes (vagyis az egyenes vonalú, egyenletes mozgást leíró) világvonal ívhossza a maximális az összes lehetséges közül. (Ez az összefüggés a Minkowski-geometriában érvényes fordított háromszög-egyenlőtlenség következménye). Pontosabban: Fizikai Szemle 2012/03. 90. o. ( http://fizikaiszemle.hu/archivum/fsz1203/bokor1203.html Archiválva 2015. október 3-i dátummal a Wayback Machine-ben ) .

## Magyarázat az általános relativitáselmélet alapján
Az általános relativitáselmélet gravitációmentes tartományokban megegyezik a speciális relativitáselmélettel. Így az ikerparadoxon leírása is megegyezik, hiszen a gyorsuláskori effektusokat elhanyagolhatjuk.
Gravitációtól nem mentes tartományokban a gravitációs idődilatációt kell figyelembe venni {\displaystyle \gamma ={\sqrt {1+{\frac {-gr}{c^{2}}}}}}, ahol {\displaystyle g} a vonatkoztatási pontra vonatkozó gravitációs potenciál.
Szemléltetésként: Az egyik iker űrhajója mozogjon {\displaystyle r} sugarú kör alakú röppályán. A másik iker a körpálya egy {\displaystyle P} pontján várakozzon. A kör középpontjából nézve az űrhajós gravitációs potenciálja  {\displaystyle g={\frac {v^{2}}{r}}}, azaz {\displaystyle \gamma ={\sqrt {1+{\frac {-v^{2}}{c^{2}}}}}}, ami éppen megegyezik a gravitációmentes tartományra vonatkozó értékkel.
Az általános relatvitáselmélete szerint {\displaystyle U} gravitációs ponteciálon levő  óra gyorsabban jár, mint a  {\displaystyle 0} potenciálon levő.
{\displaystyle \operatorname {d} \!t'=U/{c^{2}}*\operatorname {d} \!t}, ahol {\displaystyle \operatorname {d} \!t} a {\displaystyle 0} potenciálú helyen mért időkülönbség, {\displaystyle \operatorname {d} \!t'} az  {\displaystyle U} potenciálú helyen.
Számítsuk ki, hogy egy {\displaystyle v}  sebességű utazó iker megfordulásakor mennyi az időkülönbség a helyben maradó ikerhez képest.
{\displaystyle \operatorname {d} \!t=2v/a} ,  {\displaystyle U=F/m0*v*tf}, ahol {\displaystyle tf}, a fordulás időpontja a maradó iker rendszerében, {\displaystyle F} az {\displaystyle m0} tömegű utazóra ható erő.
Az {\displaystyle {\frac {F}{m0}}}-t az {\displaystyle F=m0*{\frac {d(v/\epsilon )}{dt}}} mozgásegyenletből határozhatjuk meg, ahol {\displaystyle \epsilon ={\sqrt {1-{\frac {v^{2}}{c^{2}}}}}}
Állandó a gyorsulás esetén {\displaystyle F/m0=a/\epsilon }. Azaz {\displaystyle dt'=2{\frac {v^{2}}{c^{2}}}*{\frac {tf}{\epsilon }}}
Ha az előző példa adataival számolunk ({\displaystyle v=0,8c} , {\displaystyle \epsilon =0,6}, {\displaystyle tf=7,5}  év): {\displaystyle dt'=6,4/3*tf=16} év.
A fordulásig az utazó óráján {\displaystyle tf*\epsilon =0,6*7,5} év {\displaystyle =4,5}  év telik el azaz,  {\displaystyle 3} évvel lemarad, a helyben maradóhoz képest.
Visszaúton ugyanígy, azaz az összes lemaradás  {\displaystyle 6} év , sietés  {\displaystyle 16} év, Azaz végeredményben  {\displaystyle 10} évvel fog idősebb lenni.

## A paradoxon más változatai
- egyformán gyorsított ikrek[4]
- ikerparadoxon gyorsulás nélkül[5]

## Kísérleti ellenőrzés
- idődilatációs kísérletek: részecskék élettartama, Doppler-effektus változása
- repülővel szállított atomórák (Hafele–Keating-kísérlet)
- müonok részecskegyorsítóban
- kozmikus sugárzás hatására a földfelszínen (tengerszinten) képződő müonok
- nagy sebességgel mozgó műholdak sajátidejének eltolódása a földi bázisidőhöz képest

## Külső hivatkozás
- Magyarított Flash prezentáció Archiválva 2012. október 13-i dátummal a Wayback Machine-ben az ikerparadoxonról és annak feloldásáról. Szerző: David M. Harrison